# Jesziwa Bejt El
Jesziwa Bejt El (hebr. ‏ישיבת בית אל‎, Jesziwat Bejt El) – narodowo-religijna jesziwa, powstała w 1978 roku z inicjatywy rabina Zalmana Barucha Melameda i studentów jesziwy Merkaz ha-Raw w osiedlu Bejt El w Judei i Samarii w Samorządzie Regionu Mate Binjamin. Obecnie w całym kompleksie edukacyjnym może uczyć się 1000 uczniów, z kolei w samej jesziwie ok. 300 studentów.

## Powstanie
W 1978 roku uczniowie Merkaz ha-Raw, rabin Zalman Baruch Melamed oraz rabin i polityk Ja’akow Kac założyli jesziwę w celu szerzenia nauk Awrahama Kuka i Cwi Jehudy Kuka. Początki miały miejsce w małej bazie wojskowej, a później przeniesiono się na stałe do nowego budynku. Wybór miał być podyktowany tym, że w Bejt El Jakub śnił o drabinie z ziemi do nieba. Jesziwa, jak informuje oficjalna strona, ma kierować się zasadą Tora Izraela dla Narodu Izraela w Ziemi Izraela.

## Możliwości edukacji w jesziwie
Jesziwa w Bejt El oferuje następujące ścieżki edukacji:
- studia nad gemarą. Opierają się one na nauczaniu gemary, tosefty i komentarzy Rasziego.
- studia nad wiarą. W ich trakcie uczniowie wszystkich lat uczą się i analizują wszystkie księgi Tory i Tanachu.
- ścieżka dydaktyczna. Program zapewnia kształcenie studentów w kierunku dydaktyki i nauczania.
- ścieżka sądów rabinicznych. W trakcie tego programu studenci analizują traktaty rabiniczne i prawo religijne, aby umożliwić im w przyszłości zostanie sędziami sądów rabinicznych.
- studia nad halachą. Program trwa trzy lata i ma dać podstawy do podjęcia studiów rabinicznych w kraju i za granicą[2].

## Inne instytucje
W Bejt El, pod egidą jesziwy, istnieją inne instytucje edukacyjne, takie jak:
- Mechina, czyli przedwojskowy kurs przygotowawczy dla Żydów narodowo-religijnych. Oferuje on naukę dla 150 studentów. Program realizowany w ramach mechiny zapewnia duchowe i fizyczne przygotowanie do służby (m.in. kursy talmudyczne i biblijne, treningi wojskowe, zajęcia z topografii, zarządzania i przywództwa)[5],
- Szkoła średnia dla religijnych dziewczyn (tzw. ulpana) dla 400 uczennic[6],
- Szkoła średnia/mała jesziwa Bnej Cwi. Zapewnia edukację religijną i niereligijną dla 200 uczniów. Szkoła oferuje też programy wolontariatu[7],
- Informacyjna strona internetowa i rozgłośnia radiowa Aruc 7. W latach 80. XX wieku została tu założona rozgłośnia radiowa pod tą nazwą. Współcześnie jesziwa prowadzi stronę internetową[8],
- Instytut i wydawnictwo Me-awnej ha-makom. Instytut zajmuje się przepisywaniem rękopisów, badaniem i szukaniem materiałów archiwalnych, z kolei wydawnictwo dokonuje druku materiałów z instytutu oraz książek i broszur wydawanych przez jesziwę[9].

Jesziwa tworzy sieć absolwentów, którzy po ukończeniu studiów wyprowadzają się do różnych miast w Izraelu i na Zachodnim Brzegu w celu szerzenia wartości narodowo-religijnych. Grupy te zajmują się rozwojem lokalnych synagog, pomocą w przygotowywaniu świąt żydowskich.